# Lee C. Bollinger

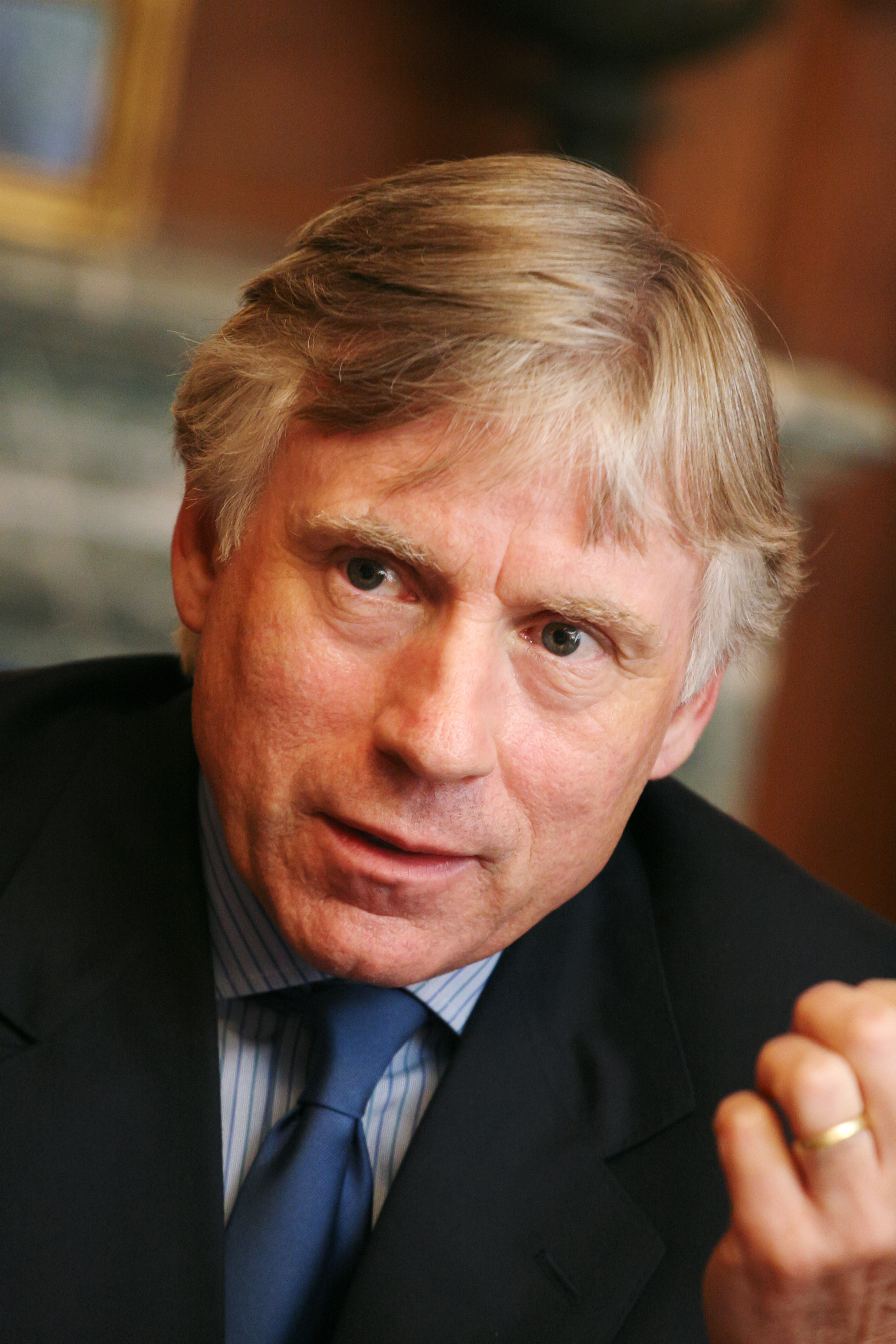
Lee Bollinger (2007)

Lee Carroll Bollinger (* 30. April 1946 in Santa Rosa, Kalifornien) ist ein US-amerikanischer Jurist, Hochschullehrer und war von 2002 bis 2023 Präsident der Columbia University.

## Biografie
Nach dem Schulbesuch studierte Bollinger zunächst an der University of Oregon und erwarb dort 1968 einen Bachelor of Arts, ehe er ein anschließendes Studium der Rechtswissenschaft mit einem Juris Doctor (J.D.) abschloss. Danach war er zunächst Assistent (Law Clerk) von Wilfred Feinberg, einem Richter am US Court of Appeals sowie anschließend von Warren E. Burger, dem Chief Justice of the United States.
1973 nahm er einen Ruf als Professor für Rechtswissenschaft an der University of Michigan Law School und unterrichtete dort mehr als 20 Jahre bis 1994. Zuletzt war er von 1987 bis 1994 auch Dekan der Law School.
Im Anschluss wechselte er 1994 an das Dartmouth College in Hanover (New Hampshire), wo er einen Ruf als Professor für Regierungslehre annahm. Zugleich war dort zwischen 1994 und 1996 Provost des College, ehe er von 1996 bis 2002 Präsident der University of Michigan war. 2002 wurde Bollinger als Nachfolger von George Erik Rupp Präsident der Columbia University und damit von einer der acht Universitäten der sogenannten Ivy League.
Neben seiner Lehrtätigkeit verfasste er auch mehrere juristische Lehrbücher, in denen er sich besonders mit der Presse- sowie Rede- und Meinungsfreiheit befasste, also der sich aus dem 1. Zusatzartikel zur Verfassung der Vereinigten Staaten ergebenden Freedom of Speech. Zu seinen bekanntesten Veröffentlichungen gehören The Tolerant Society: Freedom of Speech and Extremist Speech in America (1986), Images of a Free Press (1991) sowie Eternally Vigilant: Free Speech in the Modern Era (2001). Daneben veröffentlichte er zu den Themen auch Artikel in Zeitungen wie dem Wall Street Journal.
Ferner war er Vorstandsmitglied der Federal Reserve Bank of New York und ist seit 2007 auch Mitglied des Vorstands der Washington Post Company. Bollinger ist außerdem Mitglied der American Academy of Arts and Sciences (1992), der American Philosophical Society (2004) sowie Council on Foreign Relations und Treuhänder der Gerald Ford-Stiftung und der Kresge Foundation. Außerdem ist er Mitglied des Gouverneursrates der Royal Shakespeare Company.
Die Michigan State University verlieh ihm 2001 die Ehrendoktorwürde.
In einem Interview im Columbia Magazine schrieb Bollinger Richard Bulliet 2007 die Idee zu, den damaligen iranischen Präsidenten Mahmud Ahmadinedschad zu einem Gastvortrag und einer Diskussion einzuladen. Diese Einladung durch die Universität, die Bollinger als Präsident zu verantworten hatte, wurde sehr kontrovers diskutiert, aber von Senator und Präsidentschaftskandidat Obama als Ausdruck der Meinungsfreiheit prinzipiell befürwortet.

## Werke
- mit Geoffrey R. Stone (Hrsg.): Social Media, Freedom of Speech, and the Future of our Democracy. Oxford University Press, New York 2022, ISBN 978-0-19-762108-0.